# Willem Jacob Oudendijk
Willem Jacob Oudendijk, (Né à Kampen (Pays-Bas) le  22 juillet 1874 et mort à Warnsveld le 22 novembre 1953) était un diplomate et conseiller politique (beleidsadviseur)  hollandais.

## Biographie
Willem Oudendijk est né dans la famille Oudendijk-Witse Borg. Son père est marchand de vin. Il fait ses études secondaires à Amsterdam et étudie ensuite le droit de 1892 à 1894 à l'Université de Leiden. 
Il rentre dans les services diplomatiques en 1894. Connaissant les langues russe, chinoise et iranienne, il est successivement affecté à Pékin, Petrograd et Téhéran. De 1910-1913 il est consul général et ministre plénipotentiaire du gouvernement néerlandais en Perse. De 1910 à 1914, il est dans les Indes orientales néerlandaises, où il sera nommé plus tard conseiller politique. Il y défend l'égalité juridique des Chinois, victimes de discrimination, avec les habitants des colonies européennes. Il promeut l'approfondissement des relations commerciales et diplomatiques avec la République de Chine sous le gouvernement du Kuomintang. De 1914 à 1917, il n'est pas en situation d'activité. 
Grâce au ministre des Affaires étrangères John Loudon, il a obtient début 1917 un poste diplomatique à Petrograd, à l'ambassade des Pays-bas dans l'Empire russe. En juillet 1917, il est chargé d'affaires. Il regrette la neutralité des Pays-Bas face à la révolution de Février et la chute de la monarchie, et noue des liens personnels avec les représentants de l'Entente et l'Empire britannique (depuis 1917 allié de la Russie dans la Seconde Guerre mondiale ). Après la Révolution de Février, il informe de l'évolution du gouvernement révolutionnaire du socialiste modéré Aleksandr Kerenski modéré vers le radicalisme bolchévique. 
Willem Oudendijk est présent à Petrograd pendant la Révolution d'Octobre. Anti-communiste, il exprime son inquiétude devant les violences des bolcheviks. Reprenant des positions réactionnaires et antisémites, i est convaincu de la volonté des Juifs d'introduire le communisme et le matérialisme en Europe occidentale et le Reich allemand. 
En 1918, pendant la guerre civile russe, il mène avec succès une négociation entre le Royaume-Uni et le nouveau régime soviétique, et obtient la libération de Maksim Litvinov, en échange d'officiers britanniques qui avaient soutenu les armées blanches contre l'Armée rouge. Il engage  ensuite à Moscou des pourparlers avec le commissariat du Peuple aux affaires étrangères, à la demande de la reine Wilhelmina, pour autoriser le départ à l'étranger de l'ex-tsarine et de ses enfants. Il lui est indiqué que les membres de la famille impériale sont en bonne santé et laissé entendre que la demande de son gouvernement pourrait être acceptée. La famille impériale est en fait exécutée le 16 juillet 1918.
Il reçoit en novembre 1918 l'ordre de quitter immédiatement la Russie. Il sert ensuite de 1919 à 1931 dans la République de Chine et promeut les intérêts occidentaux auprès du gouvernement nationaliste de la Kuomintang. Il vit à partir de 1931 et jusqu'à la fin de sa vie en Angleterre et le Sud de la France, mais décède à Warnsveld près de Zutphen. Son mariage avec Marguerite de Fuller, en 1911, est resté sans enfant. 
Après son départ à la retraite il raconte sa jeunesse, et sa vie de diplomate dans Ways and by-ways in diplomacy, en signant d'un nom anglicisé.

## Citations
« Considérons que la suppression immédiate du bolchévisme est le plus grand besoin actuel, encore plus grand parce que la Guerre fait toujours rage, et, à moins qu'il ne soit étouffé dans l'œuf, il dominera sous une forme ou une autre l'Europe et le monde entier, car il est organisé et mené par certains Juifs apatrides dont le seul but est de détruire l'ordre existant (...). »

« Dans tous mes rapports, j'ai essayé de leur faire comprendre [au gouvernement néerlandais] ce danger [du communisme] qui menaçait l'ensemble de nos institutions démocratiques, notre liberté et notre civilisation chrétienne, et je les ai suppliés d'avertir  chaque fois que l'occasion s'en présenterait les gouvernements des pays en guerre. Je doute que cela a jamais été fait. Je me sentais comme un homme qui voit une maison en feu, qui est impuissant à y faire face et dont les appels à l'aide restent lettre morte. »